# Чаплинка (Павлоградський район)
Чапли́нка — село в Україні, в Юр'ївській селищній громаді Павлоградського району,Дніпропетровської області. Населення за переписом 2001 року становить 816 осіб. 

## Географія
Село Чаплинка знаходиться в північно-західній частині Павлоградського району, територія села межує з землями таких колишніх сільських рад: Шандрівської, Преображенівської, Олександрівської, Новов'язівської та Керносівської сільської ради Новомосковського району.
Географічне положення Чаплинки характеризується віддаленістю від великих транспортних магістралей і станцій Придніпровської залізничної магістралі, найближча станція Варварівка знаходиться на відстані 35 км, до міста Павлограда — 60 км.

## Географія і клімат
Чаплинка розташована в межах Придніпровської низовини. Поверхня — хвиляста лесова рівнина, лежить на першій і другій над заплавних терасах, дуже розчленована балками. Перевищення висот понад 30 м.
Клімат Чаплинки — помірно континентальний. Протягом року переважає північно-західний перенос повітряних мас. Пересічна температура січня становить 5,8 °C, липня + 22 °C, кількість опадів становить 423 мм /рік, переважно в теплий період року. Період з температурою понад +10 °C становить 171 день. Сума активних температур за період вегетації рослин становить 2400 — 3000°. Величина випаровуваності за рік (650—700 мм) в 1,5 рази більша від річної кількості опадів. Для регіону характерні посухи, суховії, чорні пилові бурі, недостатнє зволоження, що є причиною недостатнього розвитку гідромережі, значного поверхневого стоку.
У Чаплинці подеколи відбуваються природні стихійні явища — урагани (1992 р.), село розташоване на південь від Великої осі Євразії, де переважають вітри східного напрямку. Зливові дощі зазвичай проходять улітку. Сильний зливовий дощ при інтенсивності 3,6 мм за хвилину проходив у липні 1977 року. Заморозки бувають пізно навесні та рано восени. Висота снігового покриву у Чаплинці рідко перевищує 10-15 см, але в окремі роки вона досягає 50-60 см (січень 1995 року). Відомі випадки випадання граду до 40 мм. У Чаплинці в літній період бувають грози, які можуть спостерігатися і рано навесні (березень-квітень 2004 р.) і пізно восени (жовтень 2003 р.). Довгі бездощові періоди (2006 р.) в літній період створюють умови для виникнення посухи і суховіїв. Не часті, але спостерігаються пилові бурі. В окремі зими спостерігається ожеледь до 10-15 днів, коли відклади льоду становлять 5-10 мм.

## Походження назви
Село Чаплинка отримало свою назву за іменем невеликої річечки Чаплинка (нині висохлої).
На території України 5 населених пунктів з назвою Чаплинка.

## Історія
Історія села бере початок з 1932 року. Спочатку було побудовано три будинки і це село почали звати Чаплинкою.
12 червня 2020 року, відповідно до розпорядження Кабінету Міністрів України № 709-р «Про визначення адміністративних центрів та затвердження територій територіальних громад Дніпропетровської області», увійшло до складу Юр'ївської селищної громади.
19 липня 2020 року, в результаті адміністративно-територіальної реформи та ліквідації Юр'ївського району, село увійшло до складу Павлоградського району.

## Соціальна сфера
До послуг населення сільська рада, будинок культури, бібліотека, зал віншування почесних жителів села, амбулаторія, перукарня, готель, загальноосвітня школа І-ІІІ ступенів, дитячий садок на 50 місць, відділення зв'язку, широка мережа магазинів, млин, олійниця, крупорушка, пекарня, кондитерський цех.

## Пам'ятка
Найбільш збереженою пам'яткою Чаплинки є оборонна підковоподібна споруда від нападу з півдня — так званий чаплинський «Майдан», що розташований на найвищій точці над рівнем моря на лівобережжі Дніпропетровської області. Тривалий час споруда використовувалась як склад зі збереження нафтопродуктів, де був будинок, колодязь, льох, повітка. Була тут в довоєнний час навіть невеличка типографія, де друкувалися листівки, екстрені повідомлення, бухгалтерські формати та інше. На цій стратегічній стародавній споруді змонтовано геодезичний знак і на певній глибині встановлено репер з точними координатами цієї точки: географічна широта 48° 51', довгота 35° 30', місцевий час 11 год 33 ' 20", висота над рівнем моря 181 м.

## Інтернет-посилання
- Погода в селі Чаплинка [Архівовано 27 вересня 2020 у Wayback Machine.]